# نايرون نوسوورثي
نايرون نوسوورثي (بالإنجليزية: Nyron Nosworthy)‏ (11 أكتوبر 1980 في المملكة المتحدة - ) هو لاعب كرة قدم بريطاني وجامايكي في مركز الدفاع. شارك مع منتخب جامايكا لكرة القدم. أما مع النوادي، فقد لعب مع شيفيلد يونايتد ونادي بريستول سيتي ونادي بلاكبول ونادي بورتسموث ونادي سندرلاند ونادي غيلينغهام ونادي واتفورد وداغنهام وريدبريدج.

## مسيرته الكروية
لعب نايرون نوسوورثي خلال مسيرته الاحترافية مع 8 أندية في واحد وعشرون موسمًا وسجل خلالها 9 أهداف ضمن 434 مباراة. ولم يفز بأي موسم بالكأس أو بالدوري.
خاض نايرون نوسوورثي مسيرته مع نادي غيلينغهام في موسم 1998–99 ليلعب معه سبعة مواسم، مشاركًا في 174 مباراة سجل خلالها 5 أهداف. ثم انتقل إلى نادي سندرلاند في موسم 2005–06 ليلعب معه خمسة مواسم، حيث شارك في 114 مباراة ولم يسجل أي هدف. لينتقل بعدها إلى نادي شيفيلد يونايتد في موسم 2009–10 ولمدة موسمين، مشاركًا في 51 مباراة ولم يسجل أي هدف أيضًا. ثم انتقل إلى نادي واتفورد في موسم 2011–12 واستمر معه طيلة ثلاثة مواسم، مشاركًا في 56 مباراة سجل خلالها هدفين. هذا وانتقل لاحقًا إلى نادي بريستول سيتي في موسم 2013–14 لمدة موسم واحد، مشاركًا في 10 مباريات سجل خلالها هدفًا واحدًا. ثم انتقل بعدها إلى نادي بورتسموث في موسم 2014–15 لمدة موسم واحد، مشاركًا في 7 مباريات ولم يسجل أي هدف. ليعود وينتقل من جديد، لكن هذه المرة إلى داغنهام وريدبريدج في موسم 2015–16 لمدة موسم واحد، مشاركًا في 17 مباراة سجل خلالها هدفًا واحدًا.

## وصلات خارجية
- نايرون نوسوورثي على موقع قاعدة بيانات كرة القدم.إي يو (الإنجليزية)
- نايرون نوسوورثي على موقع ناشيونال فوتبول تيمز (الإنجليزية)
- نايرون نوسوورثي على موقع Soccerbase.com (لاعب) (الإنجليزية)
- نايرون نوسوورثي على موقع Soccerway.com (الإنجليزية)
- نايرون نوسوورثي على موقع عالم كرة القدم.نت (الإنجليزية)
- نايرون نوسوورثي على موقع AS.com (الإسبانية)